# Leiobunum tsushimense
Leiobunum tsushimense is een hooiwagen uit de familie Sclerosomatidae.